# ツール・ド・フランス1969
| 第56回 ツール・ド・フランス 1969 | 第56回 ツール・ド・フランス 1969   |
| -------------------------------- | ---------------------------------- |
| 全行程                           | 22区間, 4117 km                    |
| 総合優勝                         | エディ・メルクス 116:16:02 h       |
| 2位                              | ロジェ・パンジョン +17分54秒       |
| 3位                              | レイモン・プリドール +22分13秒     |
| 4位                              | フェリーチェ・ジモンディ +29分24秒 |
| 5位                              | アンドレス・ガンダリアス +33分04秒 |
| ポイント賞                       | エディ・メルクス 244ポイント       |
| 2位                              | ヤン・ヤンセン 149ポイント         |
| 3位                              | マリヌス・ワクトマン 136ポイント   |
| 山岳賞                           | エディ・メルクス 155ポイント       |
| 2位                              | ロジェ・パンジョン 94ポイント      |
| 3位                              | ジョアキン・ガレラ 80ポイント      |

ツール・ド・フランス1969は、ツール・ド・フランスとしては56回目の大会。1969年6月28日から7月20日まで、全22ステージで行われた。

## みどころ
1967年に世界自転車選手権、1968年にジロ・デ・イタリアを制したエディ・メルクスがツール・ド・フランス初登場。
一方、メルクスがドーピング違反のため途中棄権した、当年のジロを制したフェリーチェ・ジモンディが再びメルクス討ちに挑む。他にはこの年のブエルタ・ア・エスパーニャを制し、2年前の当大会の優勝者であるロジェ・パンジョンらが有力候補。
なお、今大会より企業スポンサー別対抗戦に戻った。

## 今大会の概要
メルクスは第1ステージ後半に行われたチームタイムトライアルを制し、早くもマイヨ・ジョーヌを奪う。その後は一時マイヨを失うものの、アルプス超えとなる第6ステージで堂々区間優勝を果たし、再びマイヨを奪取。
そして第8ステージの個人タイムトライアルも制したメルクスは、第9ステージにおいて、2分5秒差で総合2位につけていたルディ・アルティヒを完全に壊滅させ、この区間を制したパンジョンと並んでのゴール。さらに第11ステージも制したメルクスは総合2位のパンジョンに5分43秒の差をつける。この区間2位のジモンディも総合3位に浮上するが、メルクスとはまだ7分29秒差もあった。
第12ステージ。ジモンディがこの区間を制するもメルクスはしっかりとジモンディについていき同タイムゴール。第5ステージから続いたアルプスステージの最終ステージとなり、あとは山岳ステージがピレネーを含めても3つしかないことから、このステージで勝負をかけたはずのジモンディだが、メルクスに差をつけられなかったことで後のステージで苦戦することになる。
第15ステージの個人タイムトライアルをまたメルクスが制し、ジモンディこのステージだけで1分33秒差をつけられ、総合タイムでも8分47秒差の3位。総合2位のパンジョンも8分3秒の差に広げられた。
第16ステージからはピレネー超えの2ステージとなったが、第17ステージにおいてメルクスは中盤のツールマレー峠で早くも先頭に立つと、何とそのまま押し切り。終わってみれば区間2位のダンチェッリに7分56秒差をつける圧勝で、総合タイムにおいても、2位のパンジョンに16分18秒差という決定的なタイム差をつけ、ジモンディにいたっては24分18秒差となり、しかも4位に転落した。
そして最終ステージの個人タイムトライアルも制したメルクスは今大会、個人ステージだけで6勝。さらに総合優勝はもちろん、ポイント賞、山岳賞までも制し、何と「三冠王」にも輝いた。

## 総合成績
| 順位 | 選手名                       | 国籍       | 時間         |
| ---- | ---------------------------- | ---------- | ------------ |
| 1    | エディ・メルクス             | ベルギー   | 116h 16' 02" |
| 2    | ロジェ・パンジョン           | フランス   | 17' 54"      |
| 3    | レイモン・プリドール         | フランス   | 22' 13"      |
| 4    | フェリーチェ・ジモンディ     | イタリア   | 29' 24"      |
| 5    | アンドレス・ガンダリアス     | スペイン   | 33' 04"      |
| 6    | リニ・ワクトマン             | オランダ   | 33' 57"      |
| 7    | ピエルフランコ・ヴィアネッリ | イタリア   | 42' 40"      |
| 8    | ジョアキン・アゴスティーニョ | ポルトガル | 51' 24"      |
| 9    | デジーレ・ルトール           | フランス   | 51' 41"      |
| 10   | ヤン・ヤンセン               | オランダ   | 52' 56"      |

### マイヨ・ジョーヌ保持者
| 選手名                   | 国籍     | 首位区間          |
| ------------------------ | -------- | ----------------- |
| ルディ・アルティヒ       | 西ドイツ | プロローグ-第1(a) |
| エディ・メルクス         | ベルギー | 第1(b)、第6-最終  |
| ユリアン・スティーブンス | ベルギー | 第2-第5           |